# Большая синагога Европы
Большая синагога Европы, ранее известная как Большая синагога Брюсселя, является главной синагогой в Брюсселе (Бельгия), которая в 2008 году была признана в качестве координационного центра для европейских евреев. Здание было спроектировано в 1875 году в романско-византийском стиле по проекту архитектора Дезире де Кейзера и построено в 1878 году. Оно расположено по адресу: Рю де ля Режанс, 32 в Брюсселе. Синагога пережила Холокост, в котором погибло 25 000 бельгийских евреев. Её главный раввин — Альбер Гиги, и в городе насчитывается около 15 000 человек иудейского вероисповедания (по состоянию на 2008 год).
В день Рош ха-Шана 18 сентября 1982 года на синагогу напал человек с автоматом, в результате чего четыре человека получили серьёзные ранения. Это нападение было приписано Организации Абу Нидаля.
4 июня 2008 года председатель Еврокомиссии Жозе Мануэл Баррозу и два ведущих раввина Европы подписали документ, признающий синагогу «Большой синагогой Европы». Церемония также включала пение Европейского хора и чтение «Молитвы за Европу». В молитве было высказано пожелание, чтобы лидеры ЕС действовали справедливо в создании «духовного союза» и просили счастья для граждан Европы.
Этот акт носил более политический характер, так как в XIX веке, отвечая Эпохе Просвещения, во многих столицах Европы были построены Большие синагоги, чтобы показать, что евреи являются свободными и полноправными гражданами. Это соответствует тому, что еврейское сообщество хочет видеть в наши дни на европейском уровне. Есть надежда, что здание станет центром иудаизма в Европе, так же как Собор Святого Петра является подобным центром для католиков.